# CACYBP
CACYBP (англ. Calcyclin binding protein) – білок, який кодується однойменним геном, розташованим у людей на короткому плечі 1-ї хромосоми.  Довжина поліпептидного ланцюга білка становить 228 амінокислот, а молекулярна маса — 26 210.
| 10         |  | 20         |  | 30         |  | 40         |  | 50         |
| ---------- |  | ---------- |  | ---------- |  | ---------- |  | ---------- |
| MASEELQKDL |  | EEVKVLLEKA |  | TRKRVRDALT |  | AEKSKIETEI |  | KNKMQQKSQK |
| KAELLDNEKP |  | AAVVAPITTG |  | YTVKISNYGW |  | DQSDKFVKIY |  | ITLTGVHQVP |
| TENVQVHFTE |  | RSFDLLVKNL |  | NGKSYSMIVN |  | NLLKPISVEG |  | SSKKVKTDTV |
| LILCRKKVEN |  | TRWDYLTQVE |  | KECKEKEKPS |  | YDTETDPSEG |  | LMNVLKKIYE |
| DGDDDMKRTI |  | NKAWVESREK |  | QAKGDTEF   |  |            |  |            |

A: Аланін

C: Цистеїн

D: Аспарагінова кислота

E: Глутамінова кислота

F: Фенілаланін

G: Гліцин

H: Гістидин

I: Ізолейцин

K: Лізин

L: Лейцин

M: Метіонін

N: Аспарагін

P: Пролін

Q: Глутамін

R: Аргінін

S: Серин

T: Треонін

V: Валін

W: Триптофан

Кодований геном білок за функцією належить до фосфопротеїнів. 
Задіяний у таких біологічних процесах як убіквітинування білків, ацетиляція, альтернативний сплайсинг. 
Локалізований у цитоплазмі, ядрі.